# Edelman Jurinčič
Edelman Antonius Jurinčič, slovenski pisatelj, * 20. januar 1952, Boršt, Slovenija, 

## Življenjepis
Rodil se je v družini očeta Antona in matere Vide Bembič v Borštu pri Kopru. Kot otrok je nekaj let živel v Izoli, nato pa se je kot mladoletni prestopnik moral odseliti v Boršt pri Kopru, kjer je se je seznanil s kmečkimi opravili in podeželsko Istro. Prav ta izkušnja je bila zanj prelomna, saj je v ruralni pokrajini našel neusahljiv vir literarnega navdiha. Ko je končal osnovno šolo in se osamosvojil, se je preselil v mesto, nazaj v Izolo. Zaključil je poklicno tesarsko šolo, odslužil vojaški rok, diplomiral na Pedagoški fakulteti v Kopru in nato še na Visoki šoli za organizacijo dela v Kranju.
Njegovo pesniško nadarjenost je prvi opazil Marjan Tomšič, ki je poučeval slovenščino v Marezigah. Mladega Jurinčiča je spodbujal pri pisanju in mu pomagal pri prvih objavah. Jurinčič je v naslednjih letih objavil svoja dela v številnih revijah, med drugimi v Mladih potih, Kapljah, Obali, Prostoru in času, Idrijskih razgledih, Sodobnosti, Primorskih srečanjih, Dialogih, Problemih, Fontani, Mladini in Agrasu. Poleg pesmi je objavljal tudi kratko prozo in se tako v slovenski Istri uveljavil kot pesnik in pisatelj kratkih proznih tekstov.
Svojo prvo samostojno pesniško zbirko je izdal leta 1973, ko je pri Založništvu tržaškega tiska in Lipa izšla pesniška zbirka Pesniški list (št. 7).
Jurinčič je prejemnik nagrade Alojza Kocjančiča, član Društva slovenskih pisateljev, soustanovitelj Združenja književnikov Primorske, kjer je imel dolgo časa tudi vlogo člana upravnega odbora. Bil je eden glavnih pobudnikov pri ustanovitvi literarne revije Fontana, pri kateri še vedno sodeluje, sodeloval pa je tudi pri ustanovitvi revije Agras, je pa tudi predsednik KUD Faral.
Poleg literarnega dela se je Jurinčič aktivno tudi družbeno angažiral v Mladinskih delovnih brigadah, kasneje pa kot ozaveščen prebivalec občine Ankaran. Je ambasador Krajinskega parka Debeli rtič za leto 2020.

## Literarna dela
- Tamariske v laguni časa, 2018
- Partenze - partenze, 2008
- Pet = Cinque, 2006
- Zemlja - zemljica, 2001
- Pod Sočergo v maju, 1995
- Istrijanova molitev, 1993
- Aforizmi, 1991
- Ribiški spevi, 1990
- Apokalipsa: (skrivno razodetje), 1989
- Mladi junci v ritmu jeseni, 1986
- Pesniški list (št. 7), 1973